# 大口袴
大口袴（おおくちばかま）とは、束帯装束の表袴の下に履く裾の大きく開いた紅色の肌袴のこと。
後世、少年や武家の袴として白や浅葱の大口袴を独立して使うようになったため、正式な肌袴としての大口袴を特に赤大口と呼ぶこともある。

## 形状
本来の大口袴は紅色の平絹を使って仕立てる、足首丈（対丈）四幅（左右二幅ずつ）の切袴である。
袷仕立てだが、普通の衣装のように裏地を別に用意するのではなく表地の余りを折り返して裏地にする「引返しの裏打ち」という処理をする。
腰紐は現代の袴のように前後二本ではなく、「腰一本」と言って腰周りに長い紐を一本縫い付けて左右の端を垂らしたものである。紐はいったん右腰から左腰と一周させて、右腰で結ぶ。
襞は「つまみ襞」と呼ぶ、腰幅をすぼめるための、裾まで折り目がない浅い襞を施した。

## 色彩
色は紅色が基本だが、若年者の「濃装束」では紅色の代わりに茜と紫根で染める「濃色」（こきいろ）を用い、高位の貴族なら四十歳を越えた辺りから老人として朽葉色（黄赤に近い茶色）を使うようになった。宿徳（しゅくとく）と言う非常に高齢の人物、晴れの日の白装束の場合は白色を用いた。

## その他の大口袴
天皇の用いる大口袴は特殊で、時代、装束によっては女官の緋袴のような長く裾を引くものもある。
公家少年の半尻（丈の短い狩衣）装束には、指貫の代用として「前張大口」（さいはりのおおくち）と言う白い大口袴を使用した。
腰紐は前後二本で、前身は精好、後身は大精好で仕立てた張の強いものであった。（詳細は精好織で）
一方、室町時代の武家男性の直垂装束に使われたのは「後張大口」（うしろばりのおおくち）と言うタイプの同じく白い袴で、前張大口と前後の身頃に使う生地が逆になっている。